# برايتون

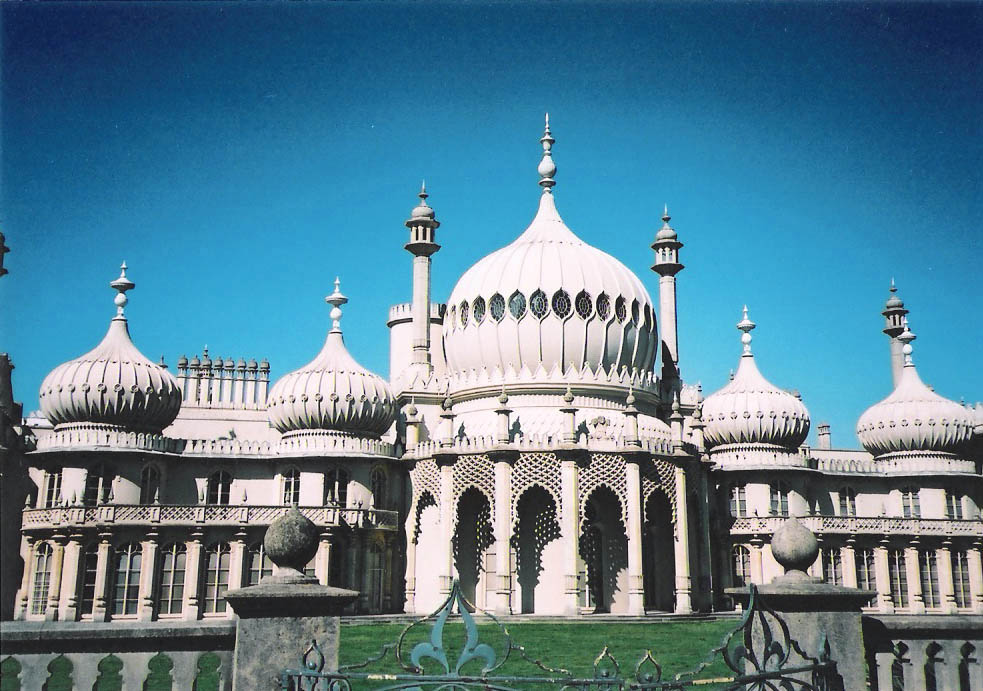
رويال بافيليون أحد ابرز معالم برايتون

برايتون (بالإنجليزية: Brighton)‏ هي مدينة تقع في إقليم شرق ساسكس في جنوب شرق بريطانيا يبلغ عدد سكانها حوالي 125,000 نسمة وهي مدينة ساحلية وتتكون مدينة برايتون من ثلاثة مدن الأولى برايتون والثانية هوف والثالثة برول سلون وتسمى رسميا ً برايتون وهوف.
و تعدّ مدينة سياحية حيث يزور المدينة حوالي 8 ملايين سائح سنويا ً.
ويوجد في مدينة برايتون مركز لرجال الأعمال وجامعتين (جامعة ساسكس وجامعة برايتون) ومدرسة طبية.

## تاريخها
مدينة برايتون كانت تسمى قديما بـ Bristelmestune and a rent وفي حزيران عام 1514 تم حرق المدينة بالكامل من قبل المهاجمين الفرنسيين خلال حرب بين فرنسا وبريطانيا.إلا أن أجزاءً من المدينة نجت وتسمى حاليا بالمسارب The Lanes

## معالمها

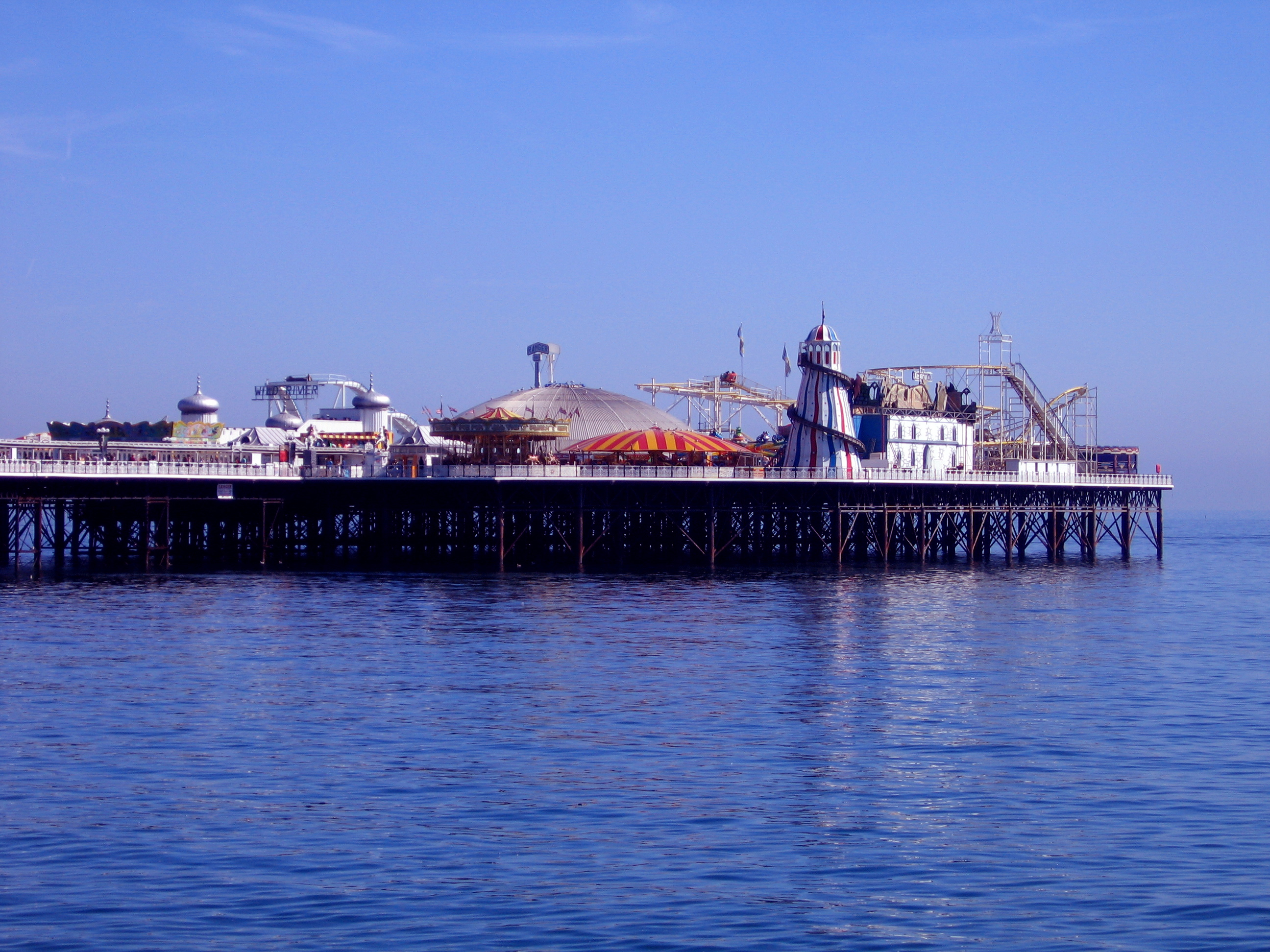
برايتون المملكة المتحدة

رويال بافيليون: واحد من أشهر معالم مدينة برايتون وتاريخه هو منزل بنيت لولي وبني على طراز الهندي والهندسة المعمارية الهندية ويوجد به متحف يحتوي على مقتنيات أثرية تعود إلى مئات السنين ويتميز بشرقية التصميم الداخلي وتم شراء لصالح البلدية في عام 1849 م بمبلغ مالي وقدره 53000 جنيه إسترليني.
برايتون بير: الرصيف المطل على البحر، وهناك ألعاب ومطاعم على الرصيف وبالقرب منه هناك برايتون أي (عين برايتون) يطل على البحر والشاطئ.

## مساجد برايتون
- مسجد المدينة. عنوانه (( 21A Bedford Pl Hove Brighton, East Sussex BN1 2PT ))
- مسجد القدس. عنوانه (( 150 Dyke Rd Brighton BN1 5PA ))
- مسجد جامعة ساسكس.
- مسجد جامعة برايتون.

## المطاعم العربية
توجد العديد من المطاعم العربية في برايتون مثل:
كامبس
الموش
روتانا

## توأمة
لبرايتون اتفاقيات توأمة مع كل من:
- كالي
- دييب
- لقنت
- رايكيانسبير

## أعلام
- سيباستيان شو
- أرنولد روج
- هربرت سبنسر
- فيليب ريف
- كاتي برايس
- كونور ماينارد
- إدوارد برانزفيلد
- توماس أديسون
- جاك كلايتون
- هنري ألينغهام
- كاتلين موران